# Diario La Unión
La Unión es un periódico matutino editado en la localidad bonaerense de Lomas de Zamora, fundado en 1897 por  F. Filemón Naón y Victorio Reynoso Cabral.
El periódico presenta no sólo las noticias del ámbito nacional e internacional, sino los acontecimientos ocurridos en la zona sur del Gran Buenos Aires.

## Historia

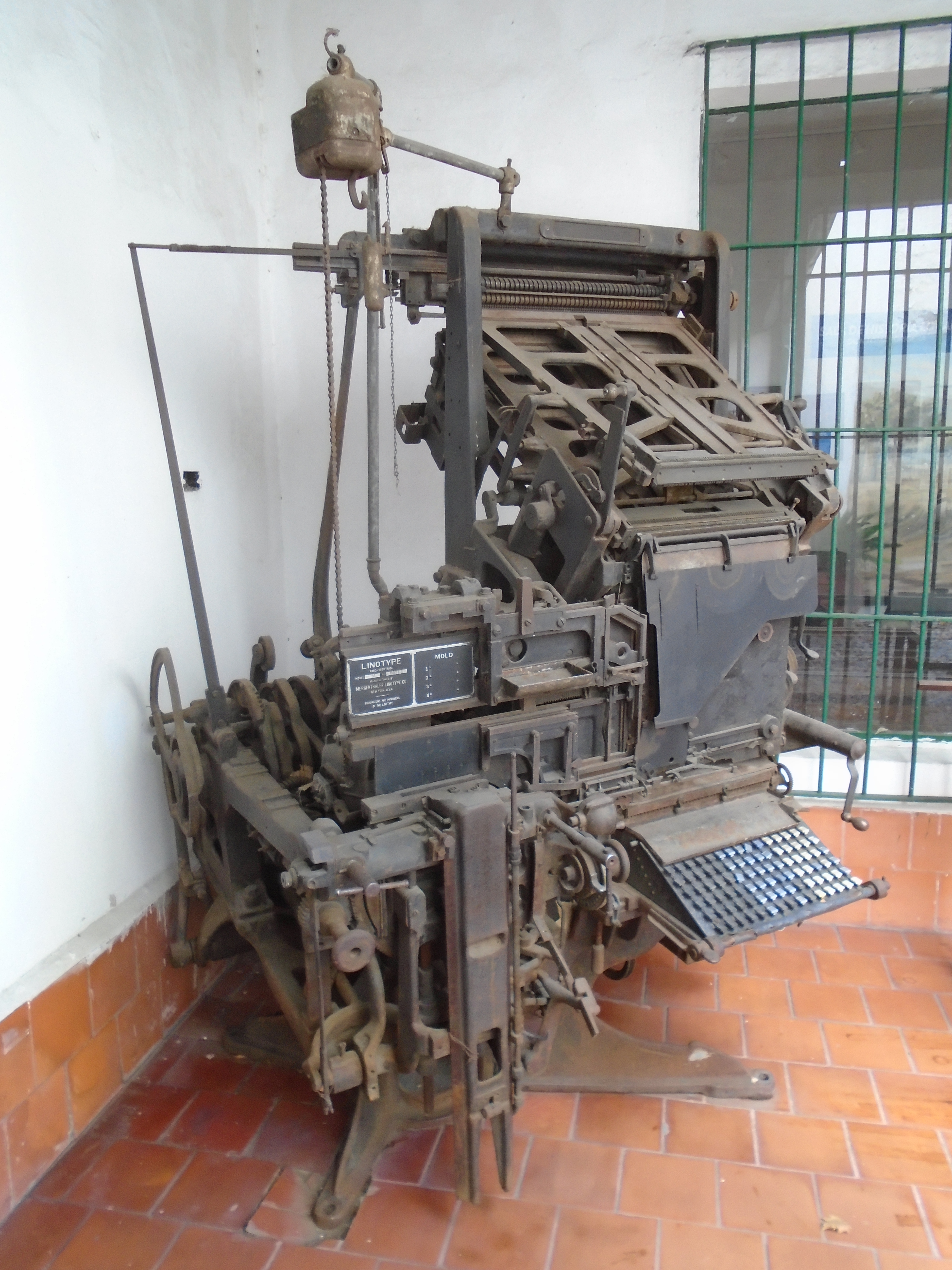
Modelo de linotipo adquirido por el diario La Unión a fines de los ´40 para mecanizar el proceso de composición de un texto; se utilizó hasta la década del ´80 (expuesta en el Museo Americanista de Lomas de Zamora).

El primer ejemplar fue impreso el 6 de marzo de 1897, en formato sábana y con tan sólo cuatro páginas. A través de los años, fue incorporando secciones, páginas y colores, hasta ser considerado uno de los periódicos con mayor importancia del conurbano bonaerense.
En abril de 1913 amplió su cobertura periodística hasta el partido de Esteban Echeverría.
Durante sus primeros años cambió varias veces de propietario, hasta que en la década de 1900 fue adquirido por Luis Siciliano. En 1938 fue transferido a una familia de apellido Castro, mientras que en 1943 fue adquirido por David Wosco, Juan Antonio Gritta y Luis Vigo. En la actualidad, el periódico es propiedad de Adolfo Gómez Wosco.
En algunas oportunidades, el diario editó ediciones especiales, generalmente temáticas y con mayor cantidad de páginas, como por ejemplo la edición del 9 de abril de 1938, en donde se evocaba el 25.º aniversario de la creación del partido de Esteban Echeverría.
En 2005 La Unión presentó la quiebra, lo que generó rumores de un eventual cierre del periódico. Esta situación, sumado a un atraso en el pago de los salarios, condujo a que el 30 de octubre los empleados tomaran las instalaciones del diario en señal de protesta.